# Josef Bücheler
Josef Bücheler (Wiesbaden, 1936) is een Duitse beeldhouwer.

## Leven en werk
Bücheler volgde van 1951 tot 1957 een beroepsopleiding behanger en stoffeerder en van 1957 tot 1959 glaskunstenaar en glasschilder. In 1959 trad hij als novice in de Benedictijner abdij St. Matthias in Trier, waar hij tot 1962 bleef. In 1965 ging hij in Rottweil wonen en was tot 1975 werkzaam als tekenaar en beeldhouwer van geometrische sculpturen van kunststof. Van 1974 tot 1999 was hij docent aan de Maximilian-Kolbe-Schule in Rottweil, met een onderbreking van enkele jaren (van 1979 tot 1982) als beeldhouwer en docent bij een ontwikkelingsproject in Bangladesh.
In 1996 kreeg hij de Erich-Heckel-Preis van de Künstlerbund Baden-Württemberg en in 1999 was hij de initiator van het project KUNSTdünger Rottweil in zijn woonplaats Rottweil. Bücheler creëert objecten van oud papier, wilgentenen, kalk, aarde, as en grafiet en laat zijn objecten (zogenaamde Kunst am Baum) al doende ontstaan.

## Werken (selectie)
- GFK 5/75 (1975)[1], Kunstmuseum Gelsenkirchen in Gelsenkirchen
- Flügel (1988), Bodenseeuferpromenade in Friedrichshafen
- Sculptuur (ca. 1988), Hausenerstraße/Heerstraße in Rottweil
- Waldengel (1999), Kunstpfad am Mummelsee bij de Mummelsee
- Seewächter 2 (2000), beeldenroute Skulpturenweg Seehaus Pforzheim in Pforzheim
- Pax (2002), Skulpturen im Altstadt in Leutkirch im Allgäu
- Kleine Jungfrau (2002), beeldenpark KUNSTdünger Rottweil in Rottweil
- Weinfahne PE 7/05 (2005), beeldenroute Skulpturen-Rundgang Schorndorf in Schorndorf
- Project Franziskusweg (2007), Offenbacher Skulpturenweg in Offenbach am Main
- AP 35/07 (2007), Neckarsulm
- Glockenbaum (2007), Kunstweg am Reichenbach in Gernsbach

## Fotogalerij

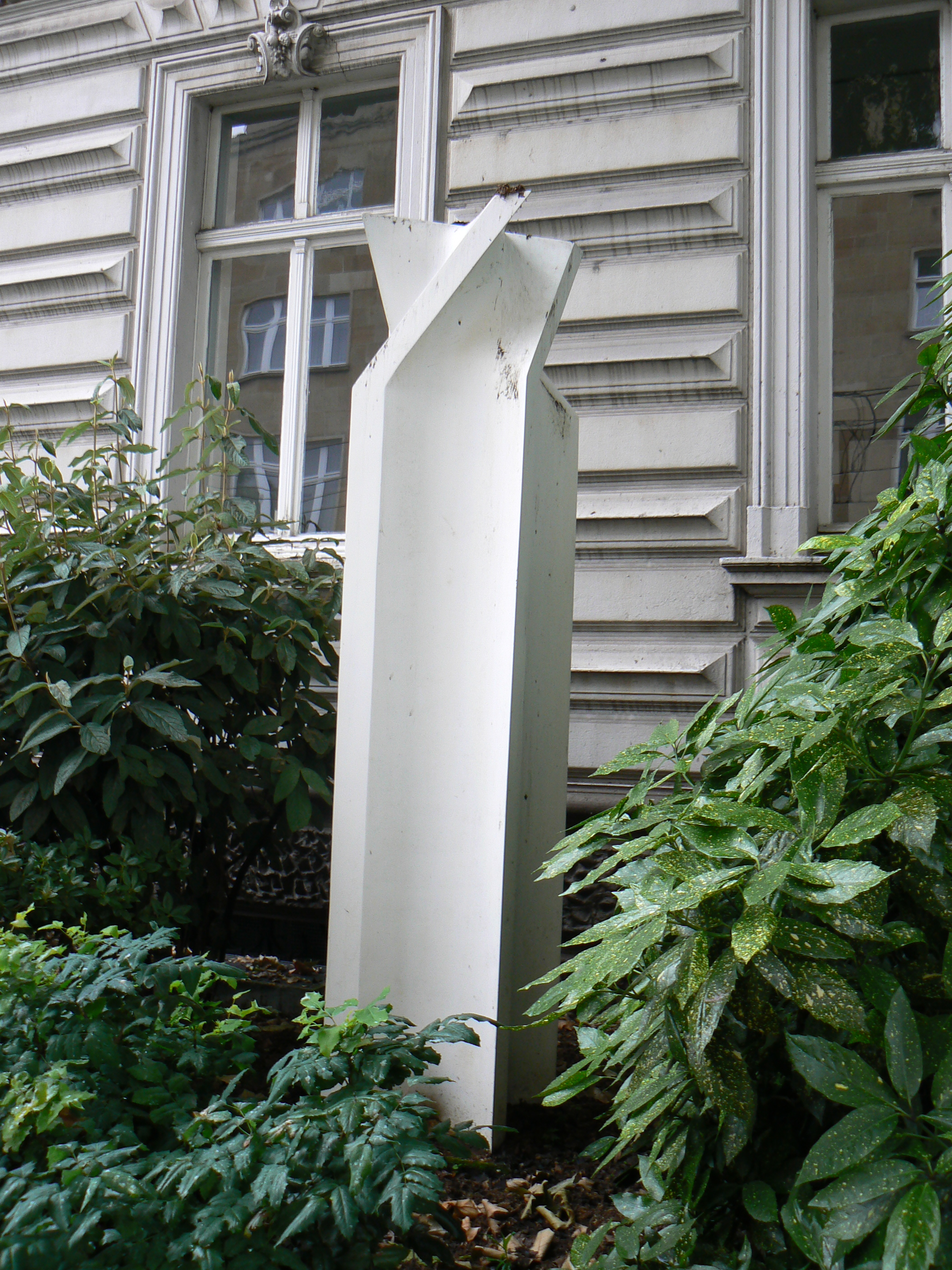
GFK 5/75
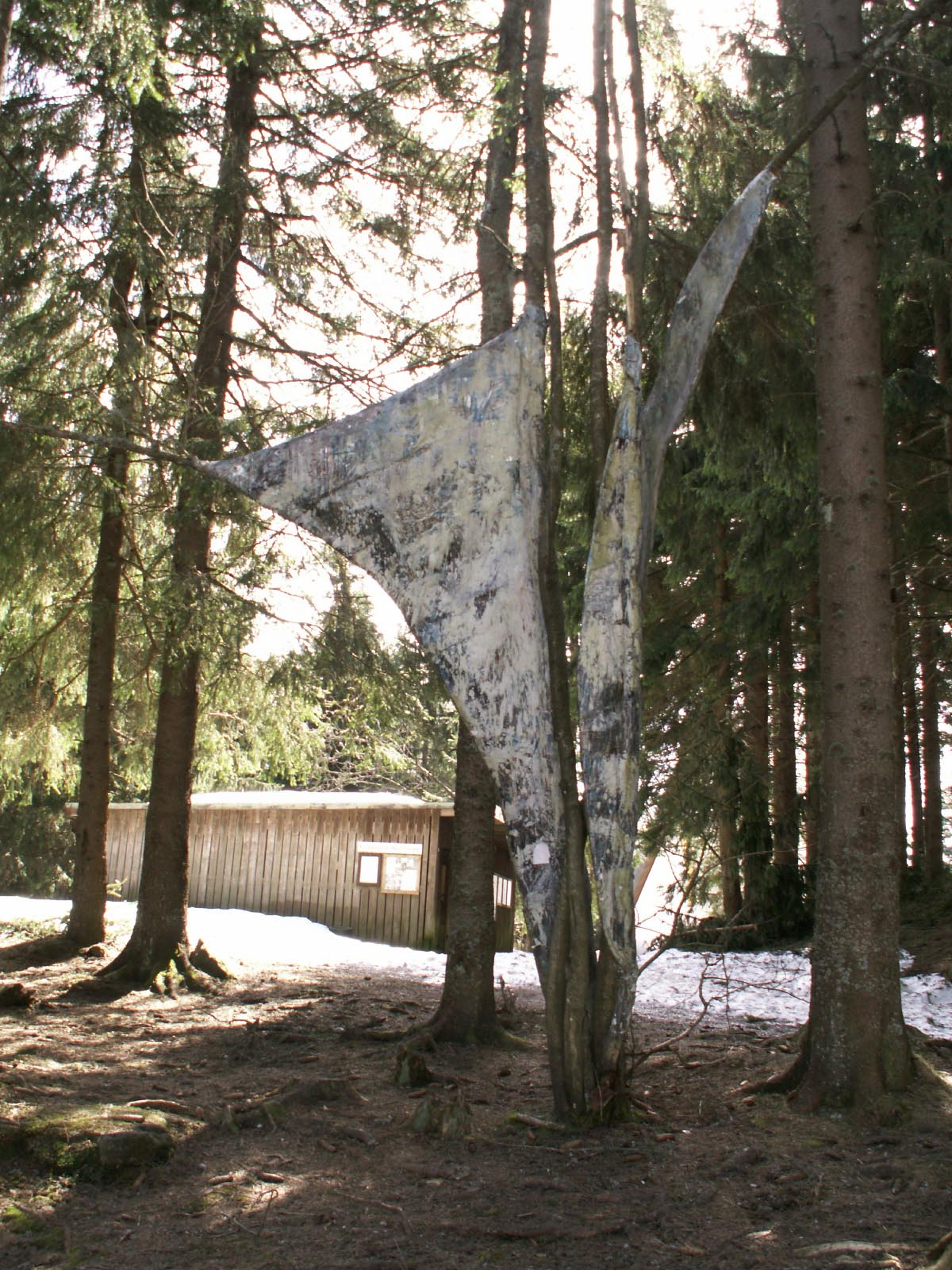
Waldengel,
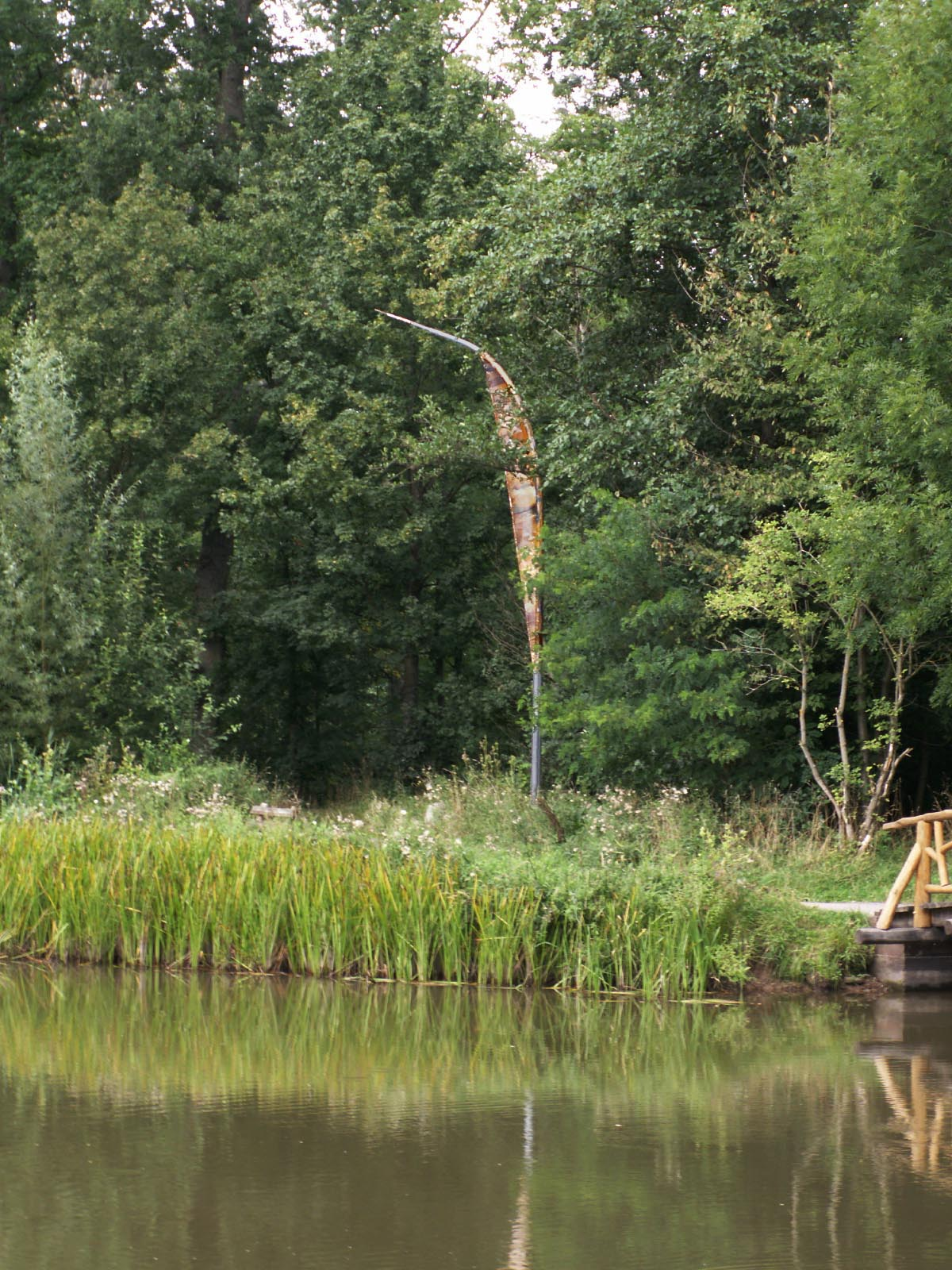
Seewächter 2, Pforzheim
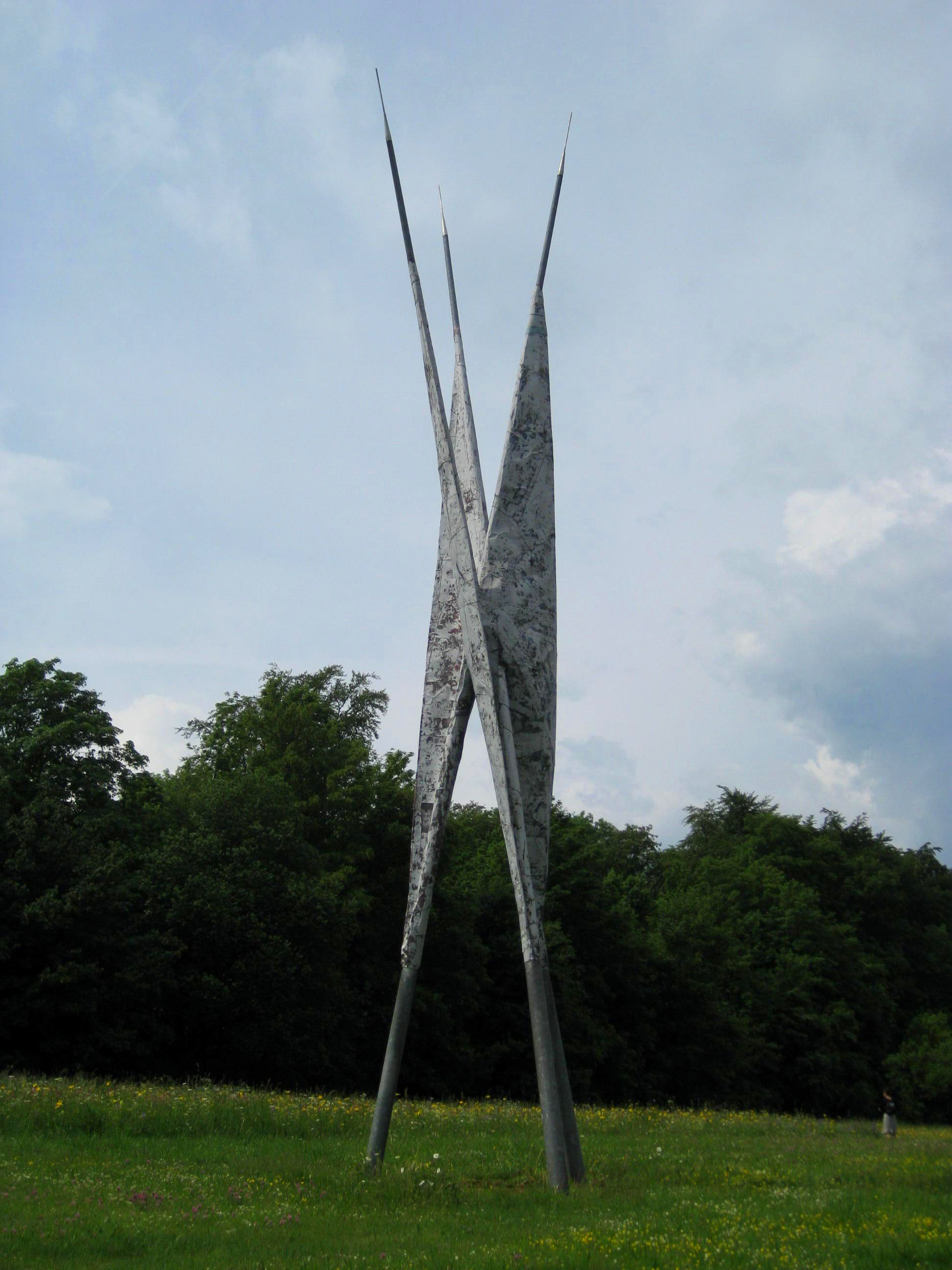
sculptuur in Rottweil